# Vernicia
Vernicia é um género botânico pertencente à família Euphorbiaceae.
Plantas encontradas na Ásia e África.

## Sinonímia
| - Ambinux Comm. ex Juss. - Dryandra Thunb. | - Elaeococca Comm. ex Juss. |

## Espécies
| - Vernicia anxius - Vernicia cordata - Vernicia fordii | - Vernicia montana - Vernicia pseudomargarettiae |

## Nome e referências
Vernicia Lour.